# آرلینگتون (واشینگتن)
آرلینگتون (به انگلیسی: Arlington) شهری در شهرستان اسنوهومیش ایالت واشینگتن است که در سرشماری سال ۲۰۱۰ میلادی، ۱۷۹۲۶ نفر جمعیت داشته است.